# پروستشنه
پروستشنه (به چکی: Prosečné) یک منطقهٔ مسکونی در جمهوری چک است که در منطقه تروتنوف واقع شده‌است.